# Hypoestes erythrostachya
Hypoestes erythrostachya är en akantusväxtart som beskrevs av Raymond Benoist. Hypoestes erythrostachya ingår i släktet Hypoestes och familjen akantusväxter. Inga underarter finns listade i Catalogue of Life.